# Луговской, Владимир Александрович
Влади́мир Алекса́ндрович Луговско́й (18 июня [1 июля] 1901 год, Москва, Российская империя — 5 июня 1957, Ялта, Крымская область, УССР, СССР) — русский советский поэт, журналист, военный корреспондент. Автор слов для хора «Вставайте, люди русские!» из знаменитого кинофильма «Александр Невский» (1938).

## Биография
- Отец — Александр Фёдорович Луговской (1874—1925), преподаватель литературы и инспектор старших классов Первой московской мужской гимназии; после революции возглавлял различные школы в сельской местности.
- Мать — Ольга Михайловна Луговская (урожд. Успенская, 1878—1942)
- Сёстры:
  - Нина Александровна Шаховская (1903—1980), сотрудник музея имени Бахрушина.
  - Татьяна Александровна Луговская (1909—1994), театральный художник по костюмам, жена С. А. Ермолинского, автор книги воспоминаний о детстве.
- Жёны:
  - Тамара Эдгардовна Груберт (1902—1996), сотрудник музея имени Бахрушина.
  - Елена Леонидовна Быкова (1914—1993), геохимик; прозаик и поэт (под псевдонимом Майя Луговская)
- Дочери
  - Мария Владимировна Седова (1930—2004), археолог, жена В. В. Седова.
  - Людмила Владимировна Голубкина (13.12.1933—14.02.2018)

Луговской родился 18 июня (1 июля) 1901 года в Москве в семье учителя, преподававшего русскую литературу в известной Первой московской гимназии. Мать была в юности певицей, затем преподавала музыку.
В 1918 году Владимир окончил Первую гимназию и поступил в Московский университет. Вскоре он, однако, прервал учёбу и уехал на Западный фронт, где служил в полевом госпитале. После возвращения с фронта работал младшим следователем уголовного розыска, учился в Главной школе Всевобуча, в Военно-педагогическом институте (1919—1921). В 1921 году служил в Управлении внутренними делами Кремля и в военной школе ВЦИК. Революция, Гражданская война, русская история и природа Севера, откуда происходил отец поэта, составили первоначальный круг впечатлений и поэтических образов В. А. Луговского.
Писать стихи он начал курсантом школы Всевобуча, но впервые напечатался в 1924 году, в журнале «Новый мир». В 1926 году опубликовал сборник «Сполохи» в кооперативном издательстве «Узел», на собственные деньги. Там выходили книги Антокольского, Пастернака, Зенкевича, Звягинцевой, Сельвинского, Петровского и др. Был членом группы конструктивистов, с формальной точки зрения разрабатывал новый размер, тактовик, и создал один из наиболее известных его образцов — посвящённый Гражданской войне «Перекоп» («Такая была ночь, что ни ветер гулевой…»). Затем были изданы книги «Мускул», «Страдания моих друзей», «Большевикам пустыни и весны», созданная в результате поездки в Среднюю Азию весной 1930 года. Тогда же в его стихи вошла тема государственной границы и охраняющих её пограничников.
В стихах Луговского отразились многократные путешествия (республики Средней Азии, Урал, Азербайджан, Дагестан, российский Север, страны Западной Европы). Одно из самых известных его стихотворений — «Итак, начинается песня о ветре…» (1926). «Слово „ветер“ в моих стихах, — писал поэт, — стало для меня синонимом революции, вечного движения вперёд, бодрой радости и силы». В 1930 году вступил в РАПП, стал членом редколлегии журнала «ЛОКАФ». Дружил с Николаем Тихоновым, Александром Фадеевым, Павлом Антокольским.
Член СП СССР с 1934 года. Зимой 1935 — весной 1936 годов находился в командировке во Франции. В 1937 году было опубликовано постановление правления СП СССР, в котором некоторые его стихи осуждались как политически вредные. Луговской был вынужден принести публичное покаяние.
Участвовал в качестве военного корреспондента в Польском походе Красной армии осенью 1939 г.
С началом Великой Отечественной войны был призван Советским РВК г. Москвы в звании интендант I ранга. Попал под бомбежку на станции Псков, после этого, получив психическую травму, был демобилизован по состоянию здоровья и в 1941 году уехал в эвакуацию в Ташкент. В Средней Азии началось его творческое преображение (поэма «Алайский рынок»).
В последние годы жизни, уже в период «Оттепели», создал сборники стихотворений «Солнцеворот», «Синяя весна», книгу поэм «Середина века».
Свободная структура эпического повествования, белый стих характерны для творчества Луговского: не следование хронологии, но выстраивание мозаичных рядов, не реалистическое отражение конкретных процессов, но абстракция, рефлексия, метафорическая ассоциативность и исповеднический пафос. Иногда звучит глубокое отчаяние, как, например, в стихотворении «Жестокое пробуждение», которое подвергалось нападкам в 1937, но преобладают во всём творчестве Луговского оптимистические тона и страстная вера в «счастье для всех».
В. Луговской писал о своём сборнике «Солнцеворот» (1956): «Стихи говорили об Урале, Средней Азии, Подмосковье, Севере, Кавказе, но основная мысль о вечном солнцевороте, о вечном круговороте в природе доминировала над всеми стихами». Своим важнейшим произведением сам он считал книгу поэм «Середина века».
В. А. Луговской умер 5 июня 1957 года в Ялте. Похоронен в Москве на Новодевичьем кладбище (участок № 3). На могиле установлен надгробный памятник работы Эрнста Неизвестного. 
Луговской считается прототипом поэта Вячеслава Викторовича из повести К. Симонова «Двадцать дней без войны».
Сердце поэта захоронено в Ялте, на территории Дома творчества писателей им. А. П. Чехова.

## Награды
- орден «Знак Почёта» (31.01.1939)
- медаль «За отличие в охране государственных границ СССР» (1955)

## Память
- Имя «Владимир Луговской» было присвоено прогулочному теплоходу типа «Евпатория», работавшему в Ялте и Севастополе
- В честь Владимира Луговского была названа улица в пгт Симеиз
- Одна из улиц города Перми носит имя Луговского

### Книги
- Сполохи: [стихи]. — Изд. марка работы В. Фаворского. — М.: Узел, 1926. — 32 с.; 700 экз.
- Мускул. — М.: Федерация, 1929 (сборник исполнен рационального пафоса самоотдачи массам);
- Страдания моих друзей. — М.: Федерация, 1930;
- Большевикам пустыни и весны. — М., 1930, 1931, 1933, 1934, 1937, 1948;
- Стихи (1923—1930). — М., 1931;
- Европа. — М.: Федерация, 1932 (сборник публицистических стихов);
- Восток и Запад. — М., 1932;
- Избранные стихи. — М., 1932;
- Жизнь. — М.: Советская литература, 1933;
- Избранные стихи. — М., 1935;
- Однотомник. — М., 1935;
- Каспийское море. — М.: Гослитиздат, 1936;
- Новые стихи. — М., 1941;
- Стихи и поэмы. — Симферополь, 1941;
- Избранное. — М., 1949;
- Стихи об Узбекистане. — Ташкент, 1949;
- Хозяева земли. — М.: ГИХЛ, 1949. — 155 с.; порт.; пер.; 10 000 экз.;
- Стихотворения. — М., Гослитиздат, 1952;
- Пустыня и весна (1937-52). — М.: Советский писатель, 1953;
- Крымские стихи. — Симферополь, 1954;
- Лирика. — М.: Советский писатель, 1955;
- Песня о ветре. — М.: Молодая гвардия, 1955. — 174 с.; пер.; 25 000 экз.;
- Стихи о Туркмении. — Ашхабад, 1955;
- Солнцеворот. — М.: Советский писатель, 1956;
- Середина века, 1958 (лирико-эпическое произведение, состоящее из 25 поэм);
- Синяя весна, 1958;
- Раздумье о поэзии, 1960.

### Собрания сочинений
- Избранные произведения в двух томах. — М.: ГИХЛ, 1956.
  - Том I. Стихотворения. — Автобиография. — 316 с.; портр.; 25 000 экз.
  - Том II. Поэмы, стихотворения, переводы. — 340 с.; 25 000 экз.
- Собрание сочинений в трёх томах. — М.: Художественная литература, 1988—1989:
  - Том I. Стихотворения. Сост. и подгот. текстов Е. Быковой-Луговской; Вступит. статья И. Гринберга. М.: Художественная литература, 1988. — 478 с. — 50 000 экз. ISBN 5-280-00136-8
  - Том II. Стихотворения. Сост. и подгот. текстов Е. Быковой-Луговской. М.: Художественная литература, 1988. — 447 с. — 50 000 экз. ISBN 5-280-00137-6
  - Том III. Поэмы; Проза. Сост. и подгот. текстов Е. Быковой-Луговской. М.: Художественная литература, 1989. — 526 с. — 50 000 экз. ISBN 5-280-00792-7